# Full Circle (Half Moon Run)
Full Circle is een nummer van de Canadese indie rockband Half Moon Run uit 2013. Het is de eerste single van hun debuutalbum Dark Eyes.
"Full Circle" is een rustige folkballad. Het nummer flopte in Half Moon Runs thuisland Canada, maar werd in Nederland wel een klein hitje met een 38e positie in de Nederlandse Top 40. In Vlaanderen bereikte het de 27e positie in de Tipparade.